# Francisco José Sandaza Asensio
Francisco José Sandaza Asensio, conegut com a Fran Sandaza (Toledo, 30 de novembre de 1984) és un futbolista que juga en la posició de davanter. Actualment juga al Hyderabad FC de la Indian Super League.

## Trajectòria
La carrera esportiva de Sandaza comença a les categories inferiors del CD Toledo, on va arribar a debutar amb el primer equip l'any 2003.
El 2004 arriba al València CF, on formaria part del seu filial, el València Mestalla. El 2005 va estar cedit al CE Onda, i la temporada 2006/07 a la UE Puçol, tots dos equips de la Tercera Divisió d'Espanya. El 2007 torna al València CF de nou, però la seva intenció era deixar el futbol per convertir-se en policia nacional. Finalment, però, el 2008 va decidir canviar d'aires i provar al futbol estranger.
La temporada 2008/09 fitxa pel Dundee United FC de la Primera Divisió d'Escòcia. El 17 d'agost de 2008 va marcar el seu primer gol en la màxima categoria escocesa, contra el Celtic Football Club.
La temporada següent, la 2009/10, fitxa pel Brighton FC d'Anglaterra, aconseguint el títol de la Football League One en la temporada 2010/11.
La temporada 2011/12 fitxa pel St. Johnstone FC d'Escòcia.
La temporada següent, la 2012/13, fitxa pel Rangers FC escocès on aconsegueix el títol de la Scottish League Two (Tercera Divisió d'Escòcia). Després d'alguns frecs amb el club a causa del seu contracte i la seva lesió, pateix una broma telefònica d'algú que deia ser agent de futbol que li oferia un gran contracte, el jugador afirma que estudiaria l'oferta, ja que en els Rangers no se sentia gaire còmode, arribant a dir: «Els diners estan bé. El club és increïble. És un gran club, molt gran i els seguidors són fenomenals, però òbviament si puc marxar a una altra lliga millor i guanyar més diners marxaria». Amb aquest incident va ser suspès pel club i li van acabar rescindint el seu contracte.
Sandaza va tornar a Espanya, i la temporada 2013/14 va fitxar pel CD Lugo de la Segona divisió espanyola de futbol per una temporada.
La temporada següent, la 2014/15, signa contracte per una temporada amb el Girona FC de la Segona divisió espanyola de futbol. En aquest club tindria el millor any de la seva carrera esportiva, amb 16 gols i liderant el seu equip en atac. El Girona FC va tenir opcions clares de pujar a la primera divisió, ja que l'equip va arribar a l'última jornada de la Segona Divisió depenent d'ells mateixos per aconseguir l'ascens, en tenien prou una victòria davant l'exequip de Sandaza, el Lugo. Sandaza avançaria al Girona al minut 44, aconseguint així el seu setzè gol de la temporada. Però un gol al descompte del segon temps dels visitants va deixar l'equip un any més a Segona Divisió. Als play-offs. va ser derrotat pel Real Zaragoza.
La temporada 2015-16 va tornar a provar sort a l'estranger, en aquest cas va fitxar pel FC Tokyo de la J-League.
Però la temporada següent, la 2016-17, va tornar a fitxar pel Girona FC, signant per dues temporades, equip amb el qual aconseguiria l'ascens a la Primera Divisió d'Espanya el 4 de juny de 2017 en un partit a l'estadi de Montilivi davant del Real Zaragoza.
El gener de 2018 va fitxar pel Quingdao Huanghai de China League One. El 14 de desembre de 2018 va tornar fitxar per l'AD Alcorcón de Segona Divisió A.

## Palmarès
València Mestalla
- Tercera Divisió d'Espanya 2004-2005

Brighton FC
- Football League One 2010-2011

Rangers FC
- Scottish Third Division 2012-2013